# Gertrud Wieselgren
Gertrud J. Hildegard Wieselgren-Hallström, född 16 maj 1929 i Tübingen, Tyskland, är en svensk målare, tecknare och grafiker. 

## Biografi
Gertrud Wieselgren är dotter till filosofie doktor Per Wieselgren och filosofie doktor Greta Wieselgren samt från 1969 gift med konstnären Björn Hallström. 
Wieselgren avlade studentexamen 1948 och fortsatte därefter med konststudier vid Essem målarskola i Malmö 1949–1951 och vid Otte Skölds målarskola i Stockholm 1950 innan hon studerade vid Konsthögskolan i Stockholm 1951–1957. Hon genomförde ett flertal studieresor i Europa, bland annat till Lofoten, Amsterdam, Wien, Grekland och studerade vid Académie de la Grande Chaumière 1965–1966. Hon tilldelades ett flertal stipendier, bland annat ur Kungafonden 1956, Sääfs fond vid Konstakademien 1959, Ellen Trotzigs stipendium 1961, Svensk-norska samarbetsfonden 1963 samt C.L. Kinmansons fond vid Konstakademien 1965 och Statens stora arbetsstipendium 1973.
Tillsammans med sin man reste hon i Europa för att måla och i början av 1960-talet utförde hon en serie djurstudier från Zoologisk Have i Köpehamn. Separat ställde hon ut på bland annat Modern konst i hemmiljö 1958, Lorensbergs konstsalong i Göteborg, De ungas salong och Galerie Doktor Glas i Stockholm samt SDS-hallen i Malmö och på ett flertal platser i Sverige, bland annat Limhamn, Hudiksvall, Oskarshamn och Umeå. Tillsammans med Jan Forsberg ställde hon ut i Göteborg samt tillsammans med Olle von Schewen och Sune Skote i Nässjö. Sedan början av 1950-talet medverkade hon i flera av Skånes konstförenings salonger i Malmö och Lund samt i Sveriges allmänna konstförenings salonger i Stockholm och utställningar med Grafiska sällskapet, Svenska konstnärernas förening och de kommunala Stockholmssalongerna.
Gertrud Wieselgrens konst består av stilleben, djur, blommor och landskapsskildringar utförda i företrädesvis olja men hon arbetade även med blyerts, etsning och torrnål. 
Bland hennes offentliga arbeten märks utsmyckningen vid Solberga sjukhus. Wieselgren-Hallström är representerad vid Moderna museet, Malmö museum, Hälsinglands museum, Statens konstråd och i ett flertal landsting.